# Asthenocotyle kaikourensis
Asthenocotyle kaikourensis är en plattmaskart som beskrevs av Robinson 1961. Asthenocotyle kaikourensis ingår i släktet Asthenocotyle och familjen Microbothriidae. Inga underarter finns listade i Catalogue of Life.